# 马恩达佩塔
马恩达佩塔（Mandapeta），是印度安得拉邦East Godavari县的一个城镇。总人口47115（2001年）。

## 人口
该地2001年总人口47115人，其中男性23477人，女性23638人；0—6岁人口5350人，其中男2687人，女2663人；识字率62.33%，其中男性为65.36%，女性为59.33%。